# 薛令之
薛令之（683年9月11日—757年），字珍君，號明月先生，原籍福建道長溪縣廉村（今福安市溪潭镇廉村高岑），後遷至嘉禾里（今廈門市）。唐朝进士（也是福建历史上第一个进士)、官员，官至太子侍讀。他在史书中與陳黯並稱「南陳、北薛」。著有《明月先生集》。

## 生平
唐永淳二年八月十五日（683年9月11日）生。神龙二年（706年），薛令之在长安应试中進士。开元中，唐玄宗授他左补阙之职，并命他与贺知章同为太子侍讀。由于其在东宫墙上题下《自悼》一诗:
 朝日上团团，照见先生盘。
盘中何所有，苜蓿长阑干。
饭涩匙难绾，羹稀箸易宽。
只可谋朝夕，何由度岁寒。
被玄宗看到后认为是讥讽他，因此薛令之得罪玄宗，只好“谢病东归”。
薛令之回长溪后生活清贫，深居简出。之後輾轉來到廈門島上的洪濟山北面，當地居民因為他的移居將該處稱為「薛嶺」。至德元年（756年），唐肃宗在灵武（今属宁夏）即位。翌年九月，他回到京都长安后，思及与薛令之的师生情谊，欲召其入朝，但薛令之早在数月前便已逝世。为嘉许他的廉洁清正，唐肃宗敕封他所在村为“廉村”（原名石矶津），水为“廉水”，岭为“廉岭”。

## 墓葬
薛令之墓原本在下張社，後來的廈門市雙十中學內。曾被列為廈門市的市級文物保護單位，但在1997年因為學校開發需要而被夷平。在進行「保護性遷移」時，有對墓葬情形進行考察。墓室距離地表約1公尺，裡頭出土29件隨葬品，有十二生肖俑和一對男女侍俑、銀碗與銀盞各1件、方形銅鏡和圓柱體銅器柄各1件、鐵器1件、瓷罐3件、箕形石硯1件、開元通寶銅錢6枚。不過並未發現墓誌銘。